# 田峰観音

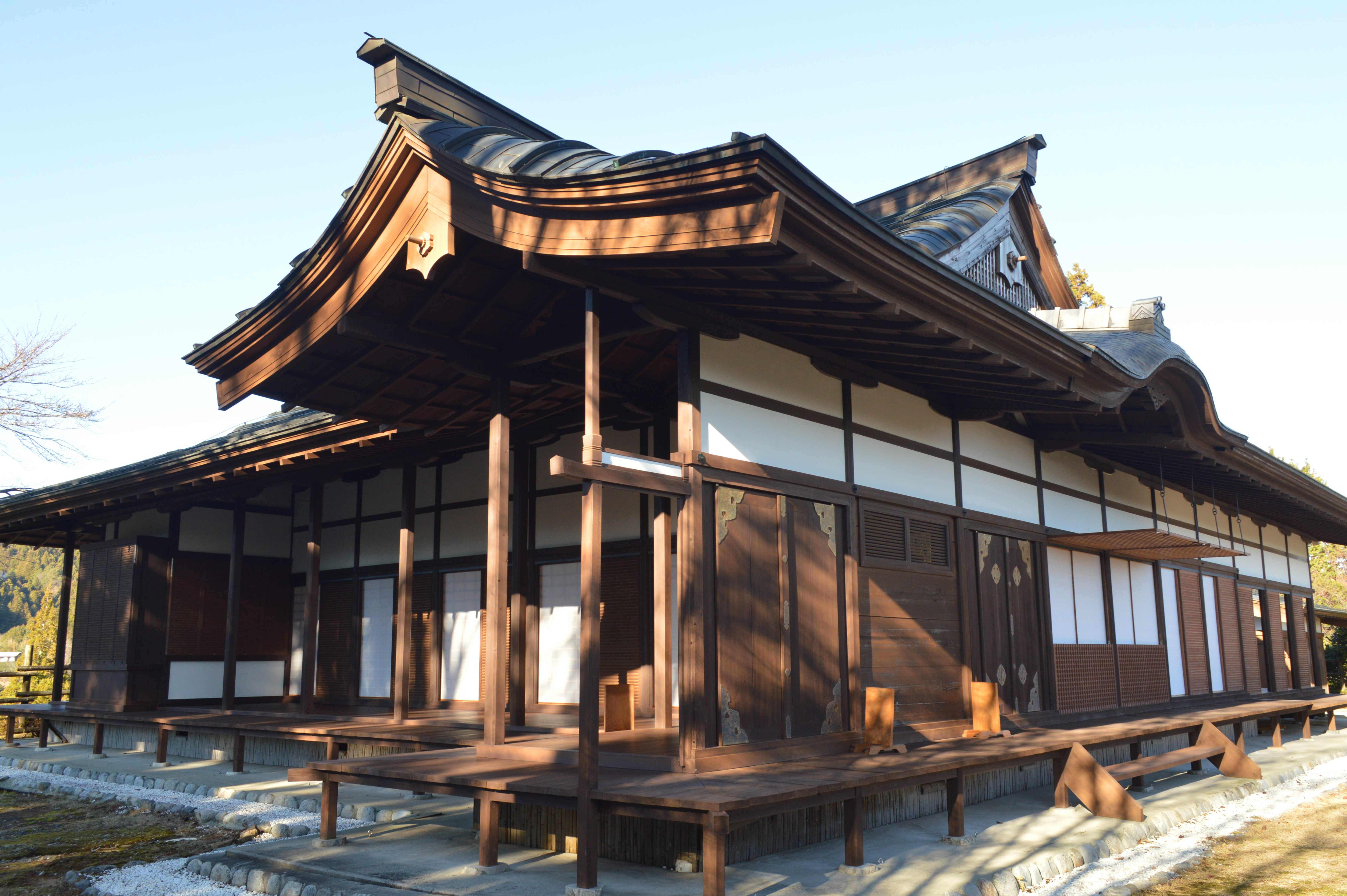
田峯地区にある田峯城

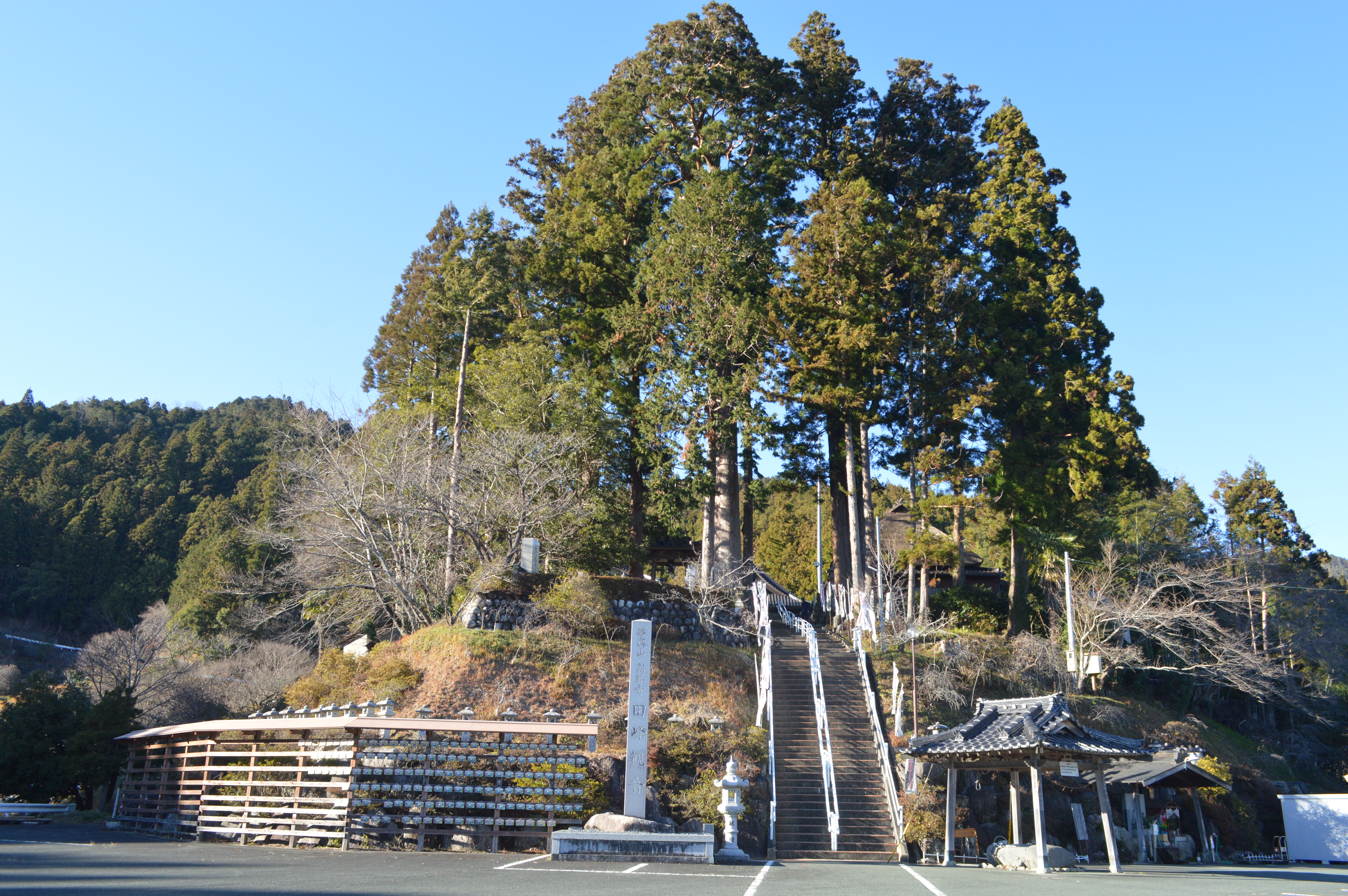
駐車場から見た境内

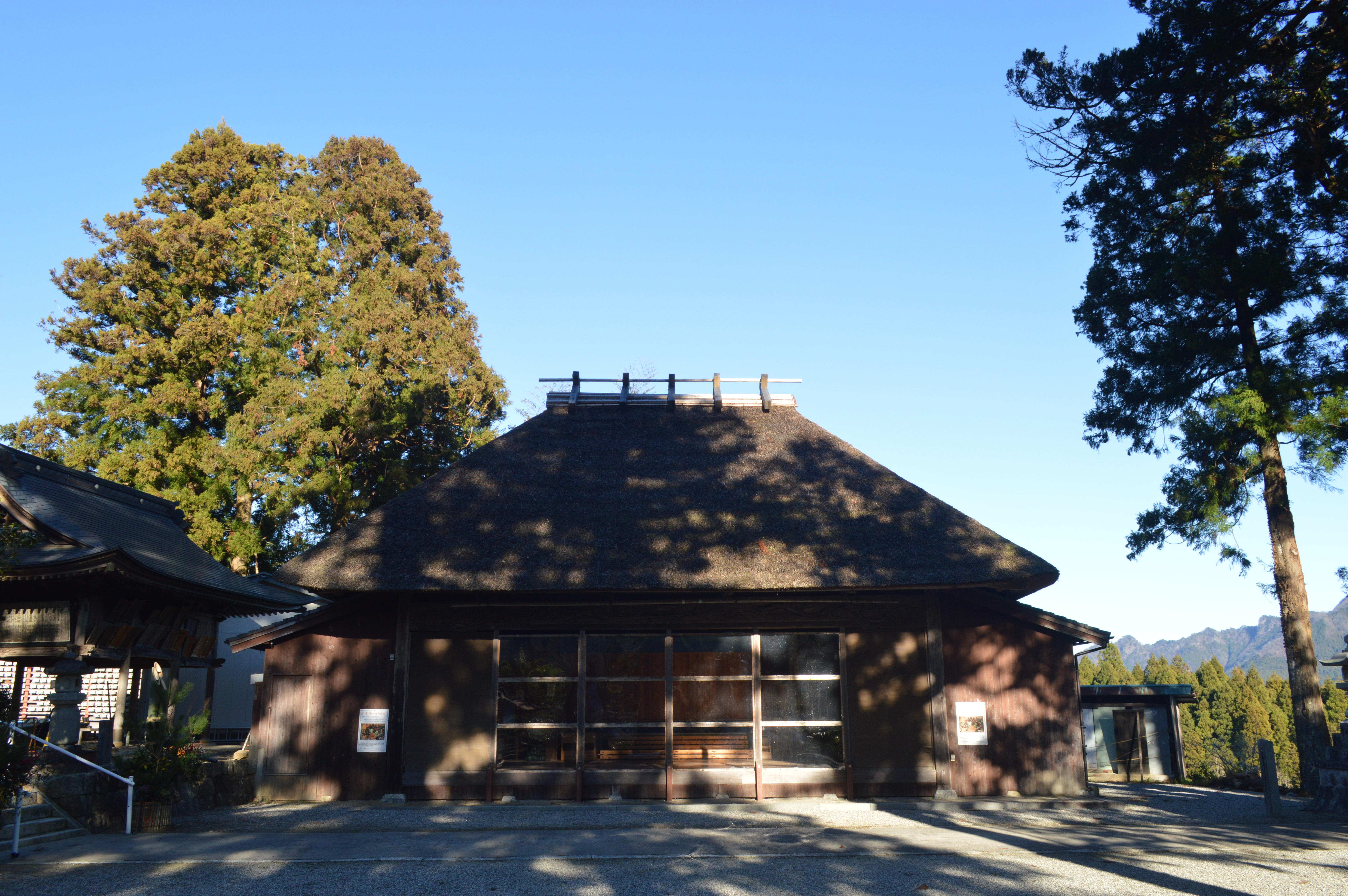
田峰観音の舞台

田峰観音（だみねかんのん）は、愛知県北設楽郡設楽町田峯にある曹洞宗系統の単立寺院。

## 概要
山号は谷高山（やたかさん）、寺号は高勝寺（こうしょうじ）。本尊は松芽観世音菩薩と十一面観世音菩薩。

## 特色
岡崎市の渭信寺、豊橋市の東観音寺とともに三河三観音のひとつである。長全寺、正養寺、勅養寺、満光寺、常福寺、立岩観音、庚申寺（すべて新城市）とともに奥三河七観音の第4番である。
毎月17日には月例祭（観音供）が行われ、毎年2月第2土曜日・日曜日の大祭では田峯田楽（国の重要無形民俗文化財）や奉納歌舞伎が行われる。境内には田峯田楽を奉納する際に役者が身を清める田峰観音浄水がある。
| 三河三観音             | 三河三観音 | 三河三観音                       |
| 寺院（観音）           | 山号       | 所在地                           |
| ---------------------- | ---------- | -------------------------------- |
| 高勝寺（田峰観音）     | 谷高山     | 愛知県北設楽郡設楽町田峯鍛治沢14 |
| 渭信寺（衣文観音）     | 衣文山     | 愛知県岡崎市上衣文町神五鞍30     |
| 東観音寺（小松原観音） | 小松原山   | 愛知県豊橋市小松原町坪尻14       |

| 奥三河七観音 | 奥三河七観音 | 奥三河七観音 | 奥三河七観音                     |
| 番号         | 寺院         | 山号         | 所在地                           |
| ------------ | ------------ | ------------ | -------------------------------- |
| 1番寺        | 長全寺       | 長谷山       | 愛知県新城市稲木字向山1025       |
| 2番寺        | 正養寺       | 大慈山       | 愛知県新城市杉山野中53           |
| 3番寺        | 勅養寺       | 輿休山       | 愛知県新城市矢部宇矢畑16         |
| 4番寺        | 高勝寺       | 谷高山       | 愛知県北設楽郡設楽町田峯鍛治沢14 |
| 5番寺        | 満光寺       | 青龍山       | 愛知県新城市下吉田字田中140      |
| 6番寺        | 常福寺       | 鳥原山       | 愛知県新城市日吉桶谷4            |
| 7番寺        | 立岩観音     | 立岩山       | 愛知県新城市日吉山ノ田77         |
| 特番         | 庚申寺       | 真明山       | 愛知県新城市北畑3                |

## 歴史
寺伝によると、松芽観世音菩薩は慶雲2年（705年）3月17日に宝飯郡行明から勧進したと伝えられている。
文明2年（1470年）には田峯菅沼氏の菅沼定信が田峯城を築城し、田峯城の鎮護のために高勝寺と称する堂宇を建立した。当初は高松寺と称していた。この際に京都から十一面観音菩薩を勧進し、松芽観音菩薩と合祀している。文明13年（1481年）には境内の梵鐘が作られた。
菅沼定忠の時代である永禄2年（1559年）の大祭から田楽を取り入れている。正保元年（1644年）に同じく田峯の日光寺が焼失し、再建のために段戸山の御料林を誤って伐採してしまった。これにより代官に盗伐の疑いをかけられたため、田峰観音に歌舞伎を奉納して願掛けした。代官が御林検分する日は6月にもかかわらず、雪が降って切株が覆い隠され、村人は盗伐の重罪を免れた。これ以後、田峰観音の大祭では戦時中も休むことなく奉納歌舞伎が続けられている。
明治期の廃仏毀釈で高勝寺は廃寺となり、日光寺の境外仏堂である大悲閣高山観音堂として管理された。1942年（昭和17年）には宗教団体法の発布によって独立し、段嶺村の村営（信徒総代による運営）となった。
田楽奉納を行う本堂の狭隘化や老朽化が進んだため、2002年（平成14年）には本堂の増改築が行われた。

## 境内
境内の南側にある駐車場からは、南方の田峯城や東方の鞍掛山を見渡すことができる。駐車場からは石段の参道が上っており、参道の両脇にはスギの巨木が植わっている。境内の正面に本堂や拝殿があり、境内の右手に歌舞伎舞台（田峰観音の舞台）がある。同じく田峯には曹洞宗の日光寺があり、かつて高勝寺は日光寺の末寺だった。

### 境内一覧
- 奥殿
- 本堂
- 御宝殿
- 拝殿
- 庫裡
- 額堂
- 歌舞伎舞台（田峰観音の舞台）
- 休憩接待所
- 観音事務所

## 文化財

### 重要無形民俗文化財（国指定）
- 無形民俗文化財
  - 田峯田楽[1]
永禄2年（1559年）、田峯城主の菅原定忠が南設楽郡大輪村の薬師堂から高勝寺に移したとされる[8]。田峰観音の田峯田楽、鳳来寺の鳳来寺田楽、新城市黒沢の黒沢田楽は「三河の三田楽」と呼ばれ、いずれも重要無形民俗文化財に指定されている[8]。昼田楽・夜田楽・朝田楽の3部構成であり、特に夜田楽は農作業を模擬的に演じる「田遊び」で豊作を祈願している[8]。毎年2月の大祭で行われる[3]。

### 愛知県指定文化財
- 有形民俗文化財
  - 田峰観音の舞台[1]
現在の建物は文久3年（1863年）竣工[3][9]。萱葺き・入母屋造の木造建築であり、間口は54尺、奥行は36尺である[9]。かつては地下1階の奈落に楽屋が設けられ、直径約18尺の廻り舞台も設置されていた[9]。戦後には奈落が埋められて廻り舞台が休止されたが、1998年（平成10年）の大改修で廻り舞台が復活した[9]。毎年2月の大祭で奉納歌舞伎が行われる[3]。

### 設楽町指定文化財
- 有形民俗文化財
  - 田峰観音の梵鐘（1968年（昭和43年）2月1日指定）[10][9]
文明13年（1481年）に田峯城主の菅沼定吉が高勝寺に寄進したとされる[9]。北設楽郡内では最古の梵鐘である[9]。太平洋戦争時の金属供出令の際には、歴史的価値を認められて供出を免れた[6][9]。総高94センチ、鐘身74センチ、外径51センチ、厚さ9.4センチ[9]。2000年（平成12年）には新たな梵鐘が鋳造され、古い梵鐘は保管されている[9]。
  - 田峰観音の絵馬（1968年（昭和43年）2月1日指定）[9]
田峰観音の本堂や額堂には大量の絵馬が奉納されており、その数は3000枚以上に及ぶ[9]。
  - 田峰観音の制札（1968年（昭和43年）2月1日指定）[10][9]
永禄11年（1568年）に田峯城の城代家老である城所信景の名前で出された制札[9]。田峯田楽における喧嘩狼藉などを取り締まる内容が記されている[9]。
  - 田峰観音の田楽大太鼓（1968年（昭和43年）2月1日指定）[10][9]
田峯田楽に使用している太鼓である[9]。永禄2年（1559年）1月17日の墨書銘があり、北設楽郡では最古の太鼓である[9]。

## 現地情報

### 所在地
- 441-2221：愛知県北設楽郡設楽町田峯鍛治沢14

### アクセス
- JR飯田線 本長篠駅から豊鉄バス「田口行」で約30分。

### 周辺施設
- 田峯城
- 日光寺
- 白鳥神社
- 設楽町立田峯小学校